# Camponotus leptocephalus
Camponotus leptocephalus är en myrart som beskrevs av Carlo Emery 1923. Camponotus leptocephalus ingår i släktet hästmyror, och familjen myror. Inga underarter finns listade.